# ジャッキー・イクス
ジャック・ベルナール・エドモン・マルタン・アンリ・"ジャッキー"・イクス（Jacques Bernard Edmon Martin Henry "Jacky" Ickx 、1945年1月1日 - ）は、ベルギー・ブリュッセル出身の、かつてF1で活躍した元レーシングドライバーである。またル・マン24時間レースで6度の優勝経験を持ち、「ル・マンのキング」と呼ばれる。兄のパスカル・イクス、娘のバニーナ・イクスもレーシングドライバーとして活躍した。

## 生い立ち
1945年1月1日にベルギーのブリュッセル近郊であるブレーンラルードで生まれた。父親のジャック・イクス（Jacques Ickx ）はレースである程度の成功を収めた後に著名なモータージャーナリストになっており、自宅で開かれるディナーパーティーにはファン・マヌエル・ファンジオやスターリング・モスが招かれるなどレース業界とは近い環境にあり、8歳年上の兄パスカル・イクスも2輪レースで成功を収めていたが、ジャッキーだけは子供の頃内気かつ無気力で、レースにも、彼らスーパースターにも全く興味を持たなかった。13歳の時、父に連れられベルギーグランプリを見に行ったが、終了後「また来年も見にこなくちゃならないの?」と聞いたという。また学校も勉強も嫌いだった。

## レースデビュー
しかし14歳の時、何の目的も興味も持たない息子を心配した父が「勉強の励みあるいは何か熱中する目標にでもなれば」と50ccのバイクを買い与えたのがきっかけでトライアルに熱中するようになったが、まだ免許が取れないので自宅裏にあった林道で走っていた。16歳で学校を中退、いくつかのロードレースで優勝するようになり、17歳の時スズキのファクトリーチームからテストに参加するよう誘われて合格、ベルギーグランプリとドイツグランプリに出場できるはずだったが国際モーターサイクリズム連盟のレース参加規定には18歳以上という年齢制限があり、出場できなかった。
1961年から1963年までツェンダップの50ccでベルギー国内チャンピオンとなり、18歳の時ツェンダップとBMWを販売していたディーラーから「自分でメンテナンスすること」を条件にBMW・700を貸与されたことを契機に4輪に転向、ヒルクライムに出場するようになった。
デビュー戦はラローシュで行なわれたヒルクライムであった。予選は晴れていたが決勝は土砂降りで、オーバースピードでコーナーに入ってTVカメラの目前でスピン、バンクに衝突してひっくり返ってしまい、これがベルギー全土にTV放映されて有名人になった。その後はロータス・コーティナに乗った。
1964年から1965年にかけてベルギーフォードと契約、フォード・コーティナやムスタングでヨーロッパ・ツーリングカーレースに出場。その間15ヶ月間の兵役に就きAMX-13戦車を操縦しており、除隊時自動的に自動車免許を取得した。

## フォーミュラ

### 1966年
1965年と1966年のスパ1000kmを連覇したことなどからケン・ティレルの眼に留まり、テストを受けて合格、「結果さえ良ければF2にステップアップもある」という内容でF3の契約をした。ただ実際にはF2で走ることの方が多かったという。自動車はマトラ・コスワースF2。F1との混走だった西ドイツグランプリ予選でF2最速を記録したが決勝はリタイアに終わった。最高位はアルビの4位。

### 1967年
ニュルブルクリンクで行なわれた西ドイツグランプリにおいて、ティレルF2チームから参戦。予選においてジャッキー・スチュワートなど並み居るF1ドライバーを凌ぎ、ジム・クラーク、デニス・ハルムに次ぎ総合3位に相当する予選タイムをマークし注目を浴びた。決勝グリッドはF1の後ろとなるにもかかわらず決勝でも4周目終了時には12台を抜いて5位を走行、サスペンション故障によりリタイアに終わったもののF1チームのマネージャー達に対する強いアピールとなり、負傷したペトロ・ロドリゲスに代わる形でクーパー・マセラティでのF1ワークスシートを獲得、初戦の9月10日イタリアグランプリで早くも6位入賞を果たした。
この年ティレル・マトラF2で優勝3回、3位2回を挙げてヨーロッパ・F2チャンピオンとなった。

### 1968年

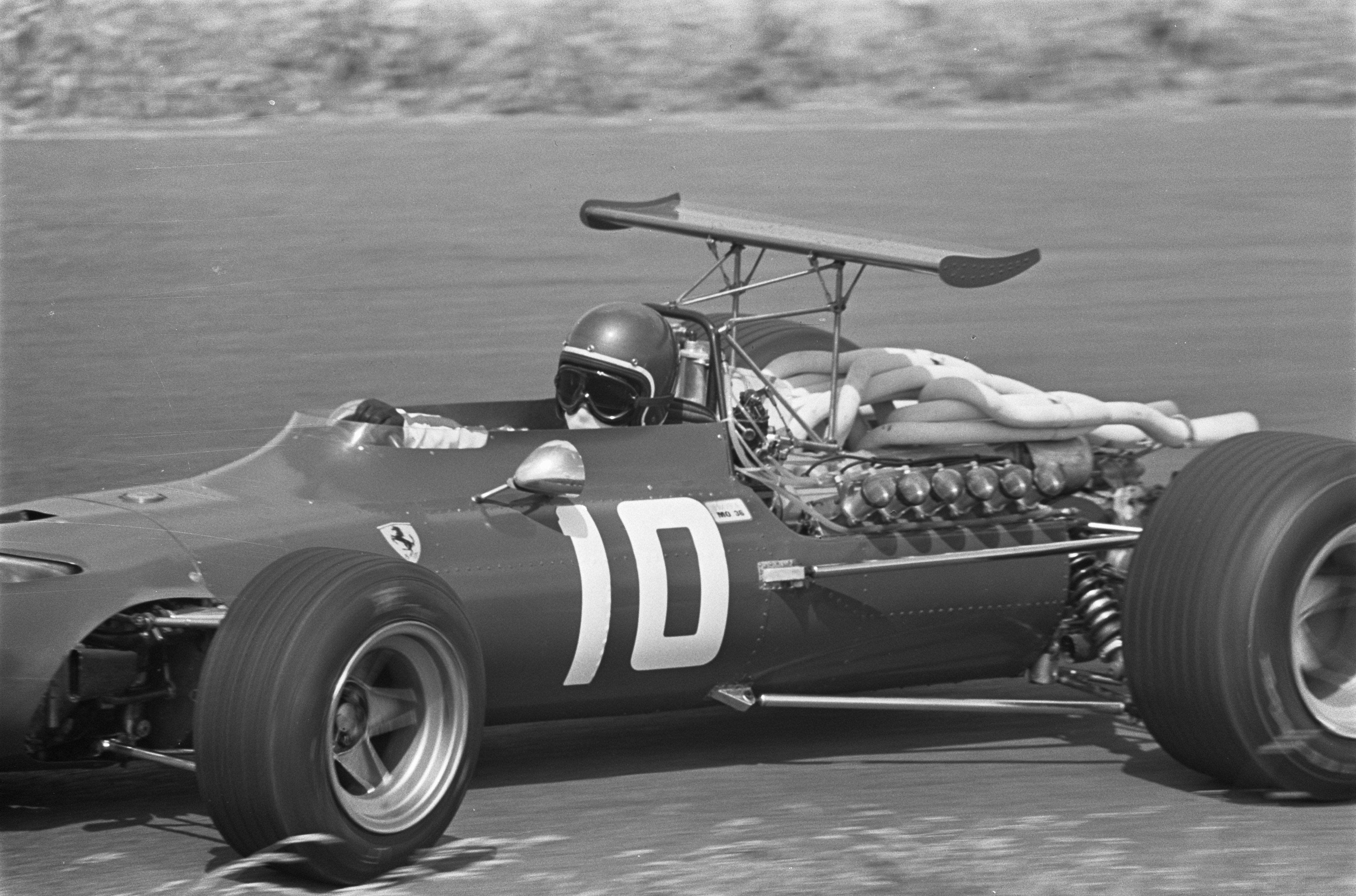
フェラーリ・312を駆るイクス

クリス・エイモンのナンバー2としてフェラーリへ移籍。母国ベルギーグランプリで3位に入り初の表彰台を獲得。フランスグランプリで大雨の中初優勝し、以来雨に強いドライバーとされた。ドイツグランプリではポールポジションを獲得する活躍を見せた。23歳と216日は当時の史上最年少ポールポジション記録であった。
9月、第10戦となったカナダグランプリで予選中、エンジンの吸入が悪く改善をしようとチームは変更を加え、イクスは走行してみてスロットル・リンケージが全開時にひっかかり気味になって危険である旨感じてボッサーリ・ジュリオに何度も繰り返し伝えたがノントラブルだと言われ3度目のトライアルに出てスロットルが戻らなくなりコース外に飛び出し左脚を骨折した。このことについてボッサーリ・ジュリオは15年程後に自著で「あのとき、もっと気をくばっておけば良かった」と書いており、またイクス自身も「自分で納得できない異常を感じたらいさぎよくクルマを降りるのも勇気の一つだ」と書いている。この時はアメリカグランプリこそ欠場したものの回復が早く、カナダグランプリから40日後の最終戦メキシコグランプリにはギプス固定しつつ出場している。
ベルギー、イギリス、イタリアで3位、オランダと西ドイツで4位を獲得しランキング4位となった。

### 1969年

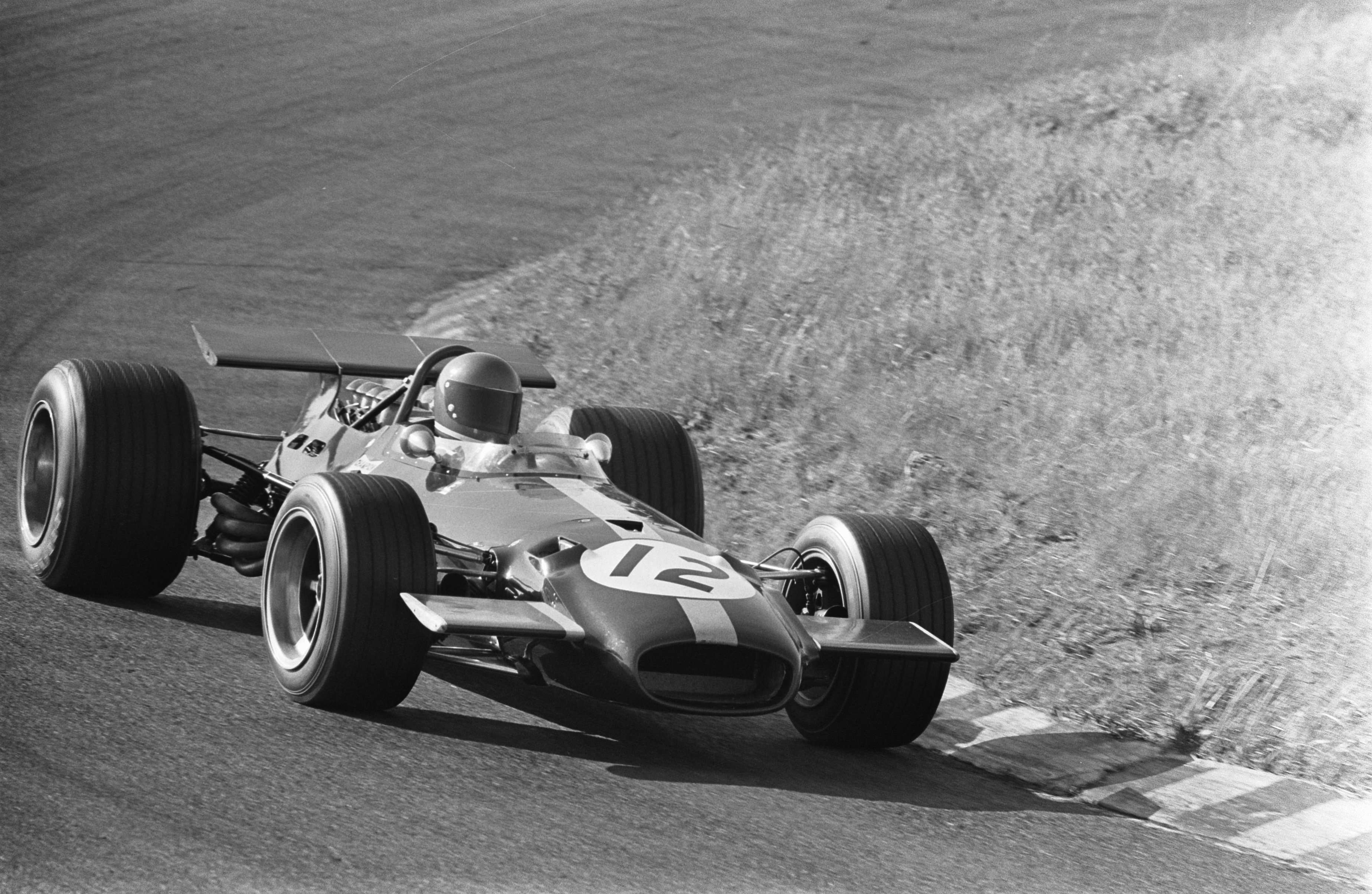
ブラバム時代のイクス（1969年オランダグランプリ）

ブラバムへ移籍しカナダと西ドイツで2勝、このうち西ドイツでは完全なポールトゥーウィンであった。イギリスとメキシコで2位、フランスで3位、オランダで5位。ジャッキー・スチュワートに次ぐドライバーズランキング2位となった。ポールポジションも西ドイツ、カナダ、メキシコで獲得している。
この年早々にチャンピオンを決めていたスチュワートと第9戦カナダグランプリにてデッドヒートとなり、接触して両者スピンしたがスチュワートはコースアウトしてリタイヤ、イクスは2回転してそのままレースを続行できて優勝となり、「コーナーではじき飛ばして勝利した」と非難されたが、実際にはイクスは表彰台から降りてから謝りに行き、スチュワートはフレンドリーに「もうそんなこと忘れろよ」と言ったという。

### 1970年
ナンバーワンドライバーとしてフェラーリへ戻った。マシンはフェラーリ312B。ランキングトップだったヨッヘン・リントの事故死を受け、非公式ながら「死んだ人物からチャンピオンを奪い取るわけにはいかない」と発言している。しかしながらこれは八百長発言というわけではなく、リントが死亡したイタリアグランプリの前戦オーストリアグランプリ終了時点で45ポイントを獲得してランキングトップだったリントに対して、トップのリントはおろかジャック・ブラバムの25ポイント、デニス・ハルムの20ポイントにも遅れをとる19ポイントを獲得していたに過ぎなかった。状況としてはトラブルでリタイアを余儀なくされたイタリアグランプリを除く最終3戦を3連勝してようやくリントを1ポイント上回るという大差を付けられており、本人の意思にかかわらず元々タイトルを獲れる可能性は非常に小さなものであった。実際にはこの最終3戦を最終戦メキシコグランプリの優勝を含む優勝2回・4位1回で終えこの3戦だけで21ポイントを稼ぐ大健闘を見せているが、この頑張りは「手を抜いた走りをするのはリントに失礼」という思いがあったからである。後に最終戦を優勝したイクスにリント夫人が「カナダグランプリを優勝した時には、このまま全部勝ってしまうのではないかと思った」と言ったという。それに加え、最終的にこの年のランキング2位を獲得できたのはブラバムやハルム、更にオーストリアグランプリ終了時点で同点だったジャッキー・スチュワートがシーズン終盤になって失速したことに助けられた部分も大であった。この年がキャリアの中でも最もチャンピオンに近づいた年となった。

### 1971年
マシンはフェラーリ312B2。チャンピオン候補のナンバーワンに挙げられていたが、オランダグランプリとノンチャンピオンシップのリントメモリアル・ホッケンハイムで勝利したに留まった。

### 1972年
この年もフェラーリをドライブした。しかし西ドイツグランプリで1勝したに留まった。

### 1973年
フェラーリのエースとして開幕を迎えたがチームとの関係は悪化しており、更にニューマシン312B3の開発が難航しフェラーリはイギリスグランプリの後F1を休止、その間ドイツグランプリで3台目のマクラーレンM23を駆り、2台のティレルに次ぐ3位表彰台を獲得。再びフェラーリに戻ったが、オーストリアグランプリ用の新型B3はセカンドドライバーのイタリア人、アルトゥーロ・メルツァリオのみに委ねられた。結局シーズン終了を待たずしてフェラーリを離脱。最終戦アメリカグランプリで、フランク・ウィリアムズ率いるイソで出走し、7位に入り意地を見せた（メルツァリオはリタイア）。

### 1974年
エマーソン・フィッティパルディの抜けたロータスに加入。手始めにブランズハッチで行われたノンタイトル戦「レース・オブ・チャンピオンズ」で優勝を挙げる。この年ロータスはニューマシン76をデビューさせたが、後に車の出来が期待はずれであることが判明、結局僚友、ロニー・ピーターソンがモナコグランプリで優勝した後に開発中止となり、その後は76のパーツを流用した72Eで戦うこととなる。チーム内では1年の経験があるピーターソンの方に分があったが、彼が後退した2レースで表彰台を獲得し、ドイツグランプリでは得意のニュルブルクリンクを舞台にピーターソンの0.8秒差（このレースのタイム計測は1/10秒単位であった）でフィニッシュするなど、時折光る走りを見せた。

### 1975年
ピーターソンとともにロータスを駆ったが、時代遅れの72Eにもはや勝つための能力はなく、人身事故のため29周で中断したスペイングランプリでの2位が唯一の入賞となった。結局イギリスグランプリ前にロータスを去ることとなる。

### 1976年

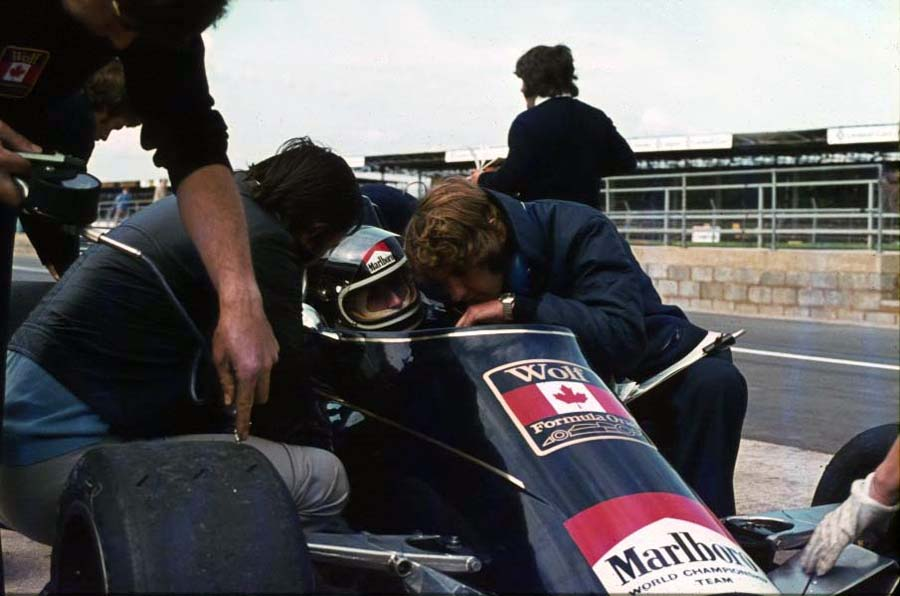
ウィリアムズ時代のイクス

1973年最終戦以来となるウィリアムズに移籍。しかしアメリカ西グランプリ、ベルギーグランプリ、モナコグランプリ、イギリスグランプリで予選落ちを喫するという散々な成績の末ウィリアムズを去ることになる。この年は、スウェーデングランプリを欠場する代わりにポルシェ・936を駆りル・マン24時間レースを制しており、この頃からスポーツカーレースを活動の中心に置くようになったようである。その後ドイツグランプリで起こったニキ・ラウダの事故にて、安全管理に不満を示しF1を引退したクリス・エイモンに代わり母国オーストリアグランプリを走ったハンス・ビンダーを引き継ぐ形でエンサインに移籍しF1復帰。イタリアグランプリ、カナダグランプリで完走するも世界のトップドライバーに見合うパッケージとは程遠かった。

### 1977年
クレイ・レガッツォーニに代わり、エンサインのワークスカーでモナコグランプリのみスポット参戦して10位。

### 1978年
引き続きエンサインでモナコグランプリ、ベルギーグランプリ、スペイングランプリ、スウェーデングランプリに参戦したが、好成績を得られぬままデレック・デイリーにシートを託した。

### 1979年
もはやモナコグランプリにも母国ベルギーグランプリにも出走しなかったが、フランスグランプリ前にリジェのパトリック・デパイユがハンググライダーの事故で負傷して空いたシートに収まった。この年リジェは3勝を挙げており、再び勝利を窺える千載一遇のチャンスだったが、不運にもシーズン中頃から低迷、5位と6位それぞれ1回ずつの入賞に留まった。最終戦アメリカグランプリはグリッド最後尾24番手でかろうじて決勝に進出したものの決勝レーススタート2周目アクシデントでリタイア、更にその次の周ではチームメイト、ジャック・ラフィットまでもアクシデントでリタイア。この年を最後にF1を去り、リジェのシートはディディエ・ピローニに引き継がれた。

## 耐久レース
F1参戦中より活躍を見せており、特にル・マン24時間レースにおいては1969年、1975年、1976年、1977年、1981年、1982年と6勝をマーク、これは2005年にトム・クリステンセンに破られるまで長く最多勝記録であり、「ル・マンのキング」と呼ばれた。1984年春日本ダンロップのタイヤ「ル・マンJ2」のテレビコマーシャルにも出演している。

### 1965年
BMW・1800でスパ1000kmレース優勝。

### 1966年
BMW・1800TIでスパ1000kmレース優勝。BMW・2000TIでスパ・フランコルシャン24時間レース優勝。マラトン・ド・ラ・ルート優勝。ル・マン24時間レースにもフォード・GT40で初出場したが完走できなかった。

### 1967年
ジョン・ワイヤー・チームのミラージュ・フォードでリチャード・トンプソンと組みスパ1000kmレース優勝するなどスポーツカーレースで4勝を挙げた。

### 1968年
ジョン・ワイヤー・チームのフォード・GT40でスポーツカーレースの4勝を挙げた。

### 1969年
ル・マン24時間レースにおいて、恒例となっていたル・マン式スタートの危険性を避けるためにゆっくり歩いてフォード・GT40に乗り込みシートベルトをしっかり締めて最後尾からスタートし、レースに参加した全車両を追い抜いて2位のポルシェ・908を130m差に押さえて優勝、これが自身の初優勝となった。周囲からはスタンドプレーと見られたが、実際には単に安全を考えてそうしただけのことだという。実際このスタートでポルシェ・917に乗るジョン・ウルフ（John Woolfe ）が事故死、事故に巻き込まれたフランク・ガードナーのフォード・GT40はラジエーターを焼かれて長いピットストップを余儀なくされ、炎をかぶったクリス・エイモンのフェラーリ・312Pは1周もせずリタイヤとなっている。
ル・マンでは1971年からローリングスタートに変更された。

### 1972年
マリオ・アンドレッティ、クレイ・レガツォーニと組んでフェラーリ・312PBを操縦。デイトナ24時間レース優勝、セブリング12時間優勝。この年6勝を挙げ、フェラーリのスポーツカー世界選手権チャンピオン獲得に貢献した。

### 1973年

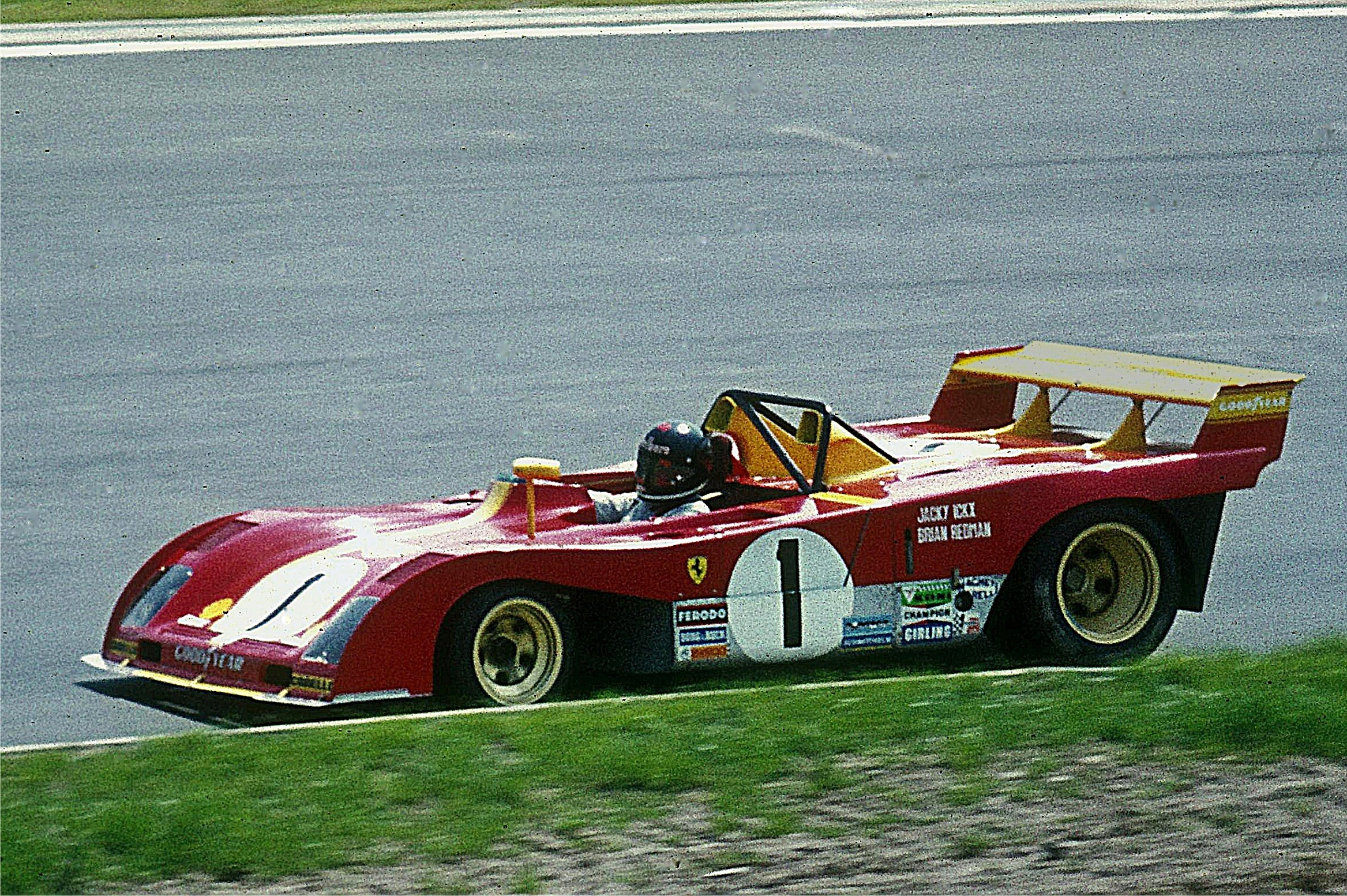
フェラーリ・312PBを駆るイクス（1973年）

前年のル・マン24時間を制したのを機に選手権にフル参戦を開始したがマトラの後塵を拝するようになり、モンツァ1000km、ニュルブルクリンク1000kmの優勝に留まった。パートナーはブライアン・レッドマン。

### 1975年
デレック・ベルと組んでル・マン24時間レース優勝、レース中は終始トップ走行であった。車両はガルフ・ミラージュGR8・DFV。

### 1976年
ポルシェ・936でル・マン24時間レース優勝。

### 1977年
ル・マン24時間レースで自車は脱落したがチームメイトのポルシェ・936に乗り換えて優勝した。

### 1978年
ル・マン24時間レースで自車は脱落したが前年と同様チームメイト車に乗り換えて2位。

### 1979年
この年第一線から引退し以後ル・マン24時間レースのみ出場する旨表明した。

### 1980年
ポルシェ908/80に乗りル・マン24時間レース2位。

### 1981年
ポルシェ936/88に乗り出場したル・マン24時間レースで優勝、これは当時史上最多であった5勝目となった。パートナーは1975年優勝時に組んだデレック・ベル。

### 1982年
ポルシェ・956に乗り出場したル・マン24時間レースで最多勝記録を更新する6勝目を記録。デレック・ベルとのコンビで2連勝。これがイクスにとって最後のル・マン優勝となった。
ル・マンのストレートで何を考えているのかと報道陣に尋ねられ「じつは、あのストレートはいちばんリラックスするところなんだ。その先の右高速カーブだって、たとえば葉巻をくゆらせながらでもクリアできる」とコメントしたことが有名になった。この言葉はグラハム・ヒルの「走っても走っても、まだ先がある。いつまでこのストレートがつづくかと思うと底知れぬ恐怖感におそわれる」という言葉を受け、車両のハンドリングが素晴らしくなったことを表現するために発した比喩であり、イクスはタバコを吸わない。
燃費がレースレギュレーションに組み入れられ実際ポルシェの勝利が確定してからはエンジン回転数を抑えてエコランに徹した走行になったことにつき「エコノミックに走るということは、ドライバーにむずかしいテクニックを要求する反面、面白くない。これでいったい観客たちをよろこばせるスペクタクルが生まれるだろうか？」と疑問を呈している。

### 1983年
ポルシェ・956に乗り出場したル・マン24時間レースで2位。

### 1985年
スパ1000kmレースで僚友ステファン・ベロフとレース終盤、トップ争いのバトルを繰り広げていた。ベロフは一旦先行された後、テクニックと度胸が要求されるスパの中でも特に難所とされる登りながらの高速ブラインドコーナー、"オー・ルージュ"で抜き返しに掛かったが接触。ベロフのマシンは、イクスのマシンに押し潰されるようにコンクリートウォールに激突し、大破炎上。すぐに火は消し止められたが、医務施設で死亡が確認された。即死の状態だったという。27歳没。マシンはクラッシュの激しさから、キャビン部分から「へ」の字型に曲がっていた。事故の瞬間はイクスの車載カメラに記録されており、ベロフのマシンが押しつぶされた瞬間には衝撃で一瞬映像が途切れるほどだった。自身もバリアに叩き付けられたが無傷であり、この時ベロフを車両から引きずり出したのはイクスであった。
ポルシェ・962Cに乗り出場したル・マン24時間レースで10位、これが最後のル・マン24時間レース参戦となった。

## パリ・ダカールラリー
1981年からパリ・ダカールラリー（現ダカール・ラリー）に出場した。スタートが誕生日の1月1日であるため特別な思いがあるが、参加しているのはそれだけの理由ではなく「自動車競争の原点がある」という理由でもあるという。

### 1981年
シトロエンで出場したがリタイアした。

### 1982年
メルセデス・ベンツで出場し5位。

### 1983年
メルセデス・ベンツで優勝。ル・マン24時間レースとパリ・ダカールの両方を制したのはイクスのみである。

### 1984年
ポルシェ911 4WDで6位。

### 1985年
ポルシェ・959プロトタイプで出場。

### 1986年
3.2L350馬力エンジンを積んだポルシェ・959で出場したが岩にぶつかりフロントサスペンションをもぎ取られてリタイアした。

### 1987年
ソビエト連邦製のラーダニーヴァで参戦。

### 1989年
プジョー・405T16GRを駆り、チームメイトのアリ・バタネンと壮絶な首位争いをする中、同士討ちを恐れた監督のジャン・トッドの指示によりコイントスで順位を決め、負けたイクスはこの年総合2位となり、FISA（現国際自動車連盟）の会長が「モータースポーツを冒涜する行為だ！」と激怒し物議を醸した。

### 1990年
この年はラーダ210910で参戦し総合7位で完走。

### 1991年
この年からプジョーに変わって参戦したシトロエン・スポールから参戦したがマシントラブルでリタイアした。

### 1992年
この年もシトロエンより参戦し総合6位で完走した。

## カナディアン-アメリカン・チャレンジカップ

### 1979年
カナディアン-アメリカン・チャレンジカップにローラT333CSシボレーでフル出場、9戦中5勝してチャンピオンとなった。

## 安全に対するポリシー
当時としては少数派だが、彼は安全に対してもきちんとしたポリシーを持つ人物であった。
ル・マン24時間レースにおけるル・マン式スタートは危険であるとしていた彼は、1969年のル・マン24時間レースのスタート時、マシンまでゆっくり歩き、シートベルトをきちんと締め、最後尾からスタートした。このようなハンディを科しながらも僅差で優勝したことが起因し、ル・マン式スタートは廃止された。

## ドライバー業以外
モナコグランプリの競技役員も務め、チェッカーフラッグを振る役目を果たしていたが、1984年の豪雨のレースでは、レース中盤に赤旗による打ち切りの判断を下したことが、「猛然と迫ってくるアイルトン・セナとステファン・ベロフが首位走行のアラン・プロストを追い抜くことを阻止するためだったのではないのか」と物議を醸したこともあった。しかし、レースは視界がまったくないほどの豪雨であり、協議側も順位を把握できない危険な状態となっていたため、この論争はあくまで噂に過ぎない。
ベルギー人はドイツとフランスに挟まれて影が薄くなることが多いことから、同郷の若手ドライバーとF1などトップカテゴリーの間のパイプ役を務めている。ティエリー・ブーツェンやベルトラン・ガショー等がその恩恵に浴した。
1991年のル・マン24時間レースに際してはマツダのスーパーバイザーを務め、同社の優勝に貢献した。ル・マン優勝後、マツダはイクスに対してボーナスの提供を申し出たが、イクスは「私はマツダを優勝させるために契約したのだから、優勝したからといってボーナスを貰う理由はない」と固辞したエピソードがある。

## 補足
日本人ジャーナリストのジョー・ホンダと親しい仲であった。あるグランプリではコース脇で写真を撮っていたホンダとパドックで会い、「ジョー、あのコーナーではお前の足が俺のクリッピングポイントだったんだぞ」と冗談を飛ばすこともあったという。
1983年にはLamborghini Countach LP400Sでフォーミュラ1のモナコグランプリにおけるセーフティカーを運転・先導した。
1985年にはメルセデス・ベンツ・500SELとポルシェ・928Sを愛用し、理由に「快適性」「静粛性」「メンテナンスが容易」「多目的に使用できる」を挙げている。
長女のバニーナもレーサーであり、スパ・フランコルシャン24時間レースやル・マン耐久シリーズに参戦した他、2006年からはドイツツーリングカー選手権にフル参戦している。またともにパリ・ダカールラリー（現ダカール・ラリー）に出場したこともある。
2006年に行われたラ・フェスタ・ミッレミリアにはアルファロメオ・1900スーパースプリントでエントリーしていたが、当日は姿を見せなかった。
近年は自身の健康上の問題もあり、公の場に姿を現すことは少なくなっていたが、2018年第86回ル・マン24時間レースのグランドマーシャルを務めた。

## レース戦績

### ヨーロッパ・フォーミュラ2選手権
| 年      | チーム                   | シャーシー       | エンジン   | 1       | 2     | 3     | 4       | 5     | 6       | 7       | 8     | 9     | 10    | 順位 | ポイント |
| ------- | ------------------------ | ---------------- | ---------- | ------- | ----- | ----- | ------- | ----- | ------- | ------- | ----- | ----- | ----- | ---- | -------- |
| 1967年  | ティレル                 | マトラ・MS5      | コスワース | SNE DNQ | SIL 7 | NÜR 3 | HOC 10  |       |         | ZAN 1   | PER 3 | BRH 5 |       | 1位  | 45       |
| 1967年  | ティレル                 | マトラ・ MS7     | コスワース |         |       |       |         | TUL 5 | JAR     |         |       |       | VLL 1 | 1位  | 45       |
| 1968年  | スクーデリア・フェラーリ | フェラーリ・ 166 | フェラーリ | HOC     | THR   | JAR   | PAL Ret | TUL   | ZAN     | PER 6   | HOC   | VLL   |       | NC   | 0‡       |
| 1969年  | デ・トマソ               | デ・トマソ・ 103 | コスワース | THR     | HOC   | NÜR   | JAR     | TUL   | PER Ret | VLL     |       |       |       | NC   | 0        |
| 1970年  | BMW                      | BMW ・270        | BMW        | THR 6   | HOC   | BAR   | ROU 4   | PER 3 | TUL 1   | IMO Ret | HOC   |       |       | NC   | 0‡       |
| Source: |                          |                  |            |         |       |       |         |       |         |         |       |       |       |      |          |

- 太字はポールポジション、斜字はファステストラップ。(key)
- ‡ : グレーデッド・ドライバーに指定されているため、選手権のポイント対象外となる。

### F1
| 年     | 所属チーム                      | シャシー | 1       | 2       | 3       | 4       | 5       | 6       | 7       | 8       | 9       | 10      | 11      | 12      | 13      | 14      | 15      | 16  | 17  | WDC  | ポイント |
| ------ | ------------------------------- | -------- | ------- | ------- | ------- | ------- | ------- | ------- | ------- | ------- | ------- | ------- | ------- | ------- | ------- | ------- | ------- | --- | --- | ---- | -------- |
| 1966年 | マトラ/ティレル                 | MS5 (F2) | MON     | BEL     | FRA     | GBR     | NED     | GER Ret | ITA     | USA     | MEX     |         |         |         |         |         |         |     |     | NC   | 0        |
| 1967年 | マトラ/ティレル                 | MS7 (F2) | RSA     | MON     | NED     | BEL     | FRA     | GBR     | GER Ret | CAN     |         |         |         |         |         |         |         |     |     | 20位 | 1        |
| 1967年 | クーパー                        | T81B     |         |         |         |         |         |         |         |         | ITA 6   | USA Ret | MEX     |         |         |         |         |     |     | 20位 | 1        |
| 1968年 | フェラーリ                      | 312      | RSA Ret | ESP Ret | MON     | BEL 3   | NED 4   | FRA 1   | GBR 3   | GER 4   | ITA 3   | CAN DNS | USA     | MEX Ret |         |         |         |     |     | 4位  | 27       |
| 1969年 | ブラバム                        | BT26A    | RSA Ret | ESP 6   | MON Ret | NED 5   | FRA 3   | GBR 2   | GER 1   | ITA 10  | CAN 1   | USA Ret | MEX 2   |         |         |         |         |     |     | 2位  | 37       |
| 1970年 | フェラーリ                      | 312B     | RSA Ret | ESP Ret | MON Ret | BEL 8   | NED 3   | FRA Ret | GBR Ret | GER 2   | AUT 1   | ITA Ret | CAN 1   | USA 4   | MEX 1   |         |         |     |     | 2位  | 40       |
| 1971年 | フェラーリ                      | 312B     | RSA 8   | ESP 2   |         |         |         |         |         |         | ITA Ret |         |         |         |         |         |         |     |     | 4位  | 19       |
| 1971年 | フェラーリ                      | 312B2    |         |         | MON 3   | NED 1   | FRA Ret | GBR Ret | GER Ret | AUT Ret |         | CAN 8   | USA NC  |         |         |         |         |     |     | 4位  | 19       |
| 1972年 | フェラーリ                      | 312B2    | ARG 3   | RSA 8   | ESP 2   | MON 2   | BEL Ret | FRA 11  | GBR Ret | GER 1   | AUT Ret | ITA Ret | CAN 12  | USA 5   |         |         |         |     |     | 4位  | 27       |
| 1973年 | フェラーリ                      | 312B2    | ARG 4   | BRA 5   | RSA Ret |         |         |         |         |         |         |         |         |         |         |         |         |     |     | 9位  | 12       |
| 1973年 | フェラーリ                      | 312B3    |         |         |         | ESP 12  | BEL Ret | MON Ret | SWE 6   | FRA 5   | GBR 8   | NED     |         |         | ITA 8   | CAN     |         |     |     | 9位  | 12       |
| 1973年 | マクラーレン                    | M23      |         |         |         |         |         |         |         |         |         |         | GER 3   | AUT     |         |         |         |     |     | 9位  | 12       |
| 1973年 | イソ・マールボロ (ウィリアムズ) | IR       |         |         |         |         |         |         |         |         |         |         |         |         |         |         | USA 7   |     |     | 9位  | 12       |
| 1974年 | ロータス                        | 72E      | ARG Ret | BRA 3   |         |         |         | MON Ret | SWE Ret | NED 11  | FRA 5   | GBR 3   | GER 5   |         |         | CAN 13  | USA Ret |     |     | 10位 | 12       |
| 1974年 | ロータス                        | 76       |         |         | RSA Ret | ESP Ret | BEL Ret |         |         |         |         |         |         | AUT Ret | ITA Ret |         |         |     |     | 10位 | 12       |
| 1975年 | ロータス                        | 72E      | ARG 8   | BRA 9   | RSA 12  | ESP 2   | MON 8   | BEL Ret | SWE 15  | NED Ret | FRA Ret | GBR     | GER     | AUT     | ITA     | USA     |         |     |     | 16位 | 3        |
| 1976年 | ウィリアムズ                    | FW05     | BRA 8   | RSA 16  | USW DNQ |         |         |         |         |         |         |         |         |         |         |         |         |     |     | NC   | 0        |
| 1976年 | ウィリアムズ/ウルフ             | FW05     |         |         |         | ESP 7   | BEL DNQ | MON DNQ | SWE     | FRA 10  | GBR DNQ | GER     | AUT     |         |         |         |         |     |     | NC   | 0        |
| 1976年 | エンサイン                      | N176     |         |         |         |         |         |         |         |         |         |         |         | NED Ret | ITA 10  | CAN 13  | USA Ret | JPN |     | NC   | 0        |
| 1977年 | エンサイン                      | N177     | ARG     | BRA     | RSA     | USW     | ESP     | MON 10  | BEL     | SWE     | FRA     | GBR     | GER     | AUT     | NED     | ITA     | USA     | CAN | JPN | NC   | 0        |
| 1978年 | エンサイン                      | N177     | ARG     | BRA     | RSA     | USW     | MON Ret | BEL 12  | ESP Ret | SWE DNQ | FRA     | GBR     | GER     | AUT     | NED     | ITA     | USA     | CAN |     | NC   | 0        |
| 1979年 | リジェ                          | JS11     | ARG     | BRA     | RSA     | USW     | ESP     | BEL     | MON     | FRA Ret | GBR 6   | GER Ret | AUT Ret | NED 5   | ITA Ret | CAN Ret | USA Ret |     |     | 16位 | 3        |

- 太字はポールポジション、斜字はファステストラップ。(key)

### ル・マン24時間レース
| 年      | チーム                                       | コ・ドライバー                          | 使用車両                   | クラス | 周回 | 順位 | クラス 順位 |
| ------- | -------------------------------------------- | --------------------------------------- | -------------------------- | ------ | ---- | ---- | ----------- |
| 1966年  | エセックス・ワイヤー・コーポレーション       | ヨッヘン・ニアパッシュ                  | フォード・GT40 Mk.I        | S 5.0  | 154  | DNF  | DNF         |
| 1967年  | JWオートモーティヴ・エンジニアリング         | ブライアン・ミュアー                    | ミラージュ・M1-フォード    | P +5.0 | 29   | DNF  | DNF         |
| 1969年  | JWオートモーティヴ・エンジニアリング         | ジャッキー・オリバー                    | フォード・GT40 Mk.I        | S 5.0  | 372  | 1位  | 1位         |
| 1970年  | SpA フェラーリ SEFAC                         | ピーター・シェッティ                    | フェラーリ・512S           | S 5.0  | 142  | DNF  | DNF         |
| 1973年  | SpA フェラーリ SEFAC                         | ブライアン・レッドマン                  | フェラーリ・312PB          | S 3.0  | 332  | DNF  | DNF         |
| 1975年  | ガルフ・リサーチ・レーシング                 | デレック・ベル                          | ミラージュ・GR8-コスワース | S 3.0  | 336  | 1位  | 1位         |
| 1976年  | マルティーニ・レーシング・ポルシェ・システム | ジィズ・ヴァン・レネップ                | ポルシェ・936              | S 3.0  | 349  | 1位  | 1位         |
| 1977年  | マルティーニ・レーシング・ポルシェ・システム | ユルゲン・バルト ハーレイ・ヘイウッド   | ポルシェ・936/77           | S +2.0 | 342  | 1位  | 1位         |
| 1978年  | マルティーニ・レーシング・ポルシェ・システム | ボブ・ウォレク ユルゲン・バルト         | ポルシェ・936/78           | S +2.0 | 364  | 2位  | 2位         |
| 1979年  | エセックス・モータースポーツ・ポルシェ       | ブライアン・レッドマン ユルゲン・バルト | ポルシェ・936              | S +2.0 | 200  | DNF  | DNF         |
| 1980年  | エキップ・リキモリ・マルティーニ・レーシング | ラインホルト・ヨースト                  | ポルシェ・908/80           | S +2.0 | 336  | 2位  | 2位         |
| 1981年  | ポルシェ・システム                           | デレック・ベル                          | ポルシェ・936              | S +2.0 | 354  | 1位  | 1位         |
| 1982年  | ロスマンズ・ポルシェ・システム               | デレック・ベル                          | ポルシェ・956              | C      | 359  | 1位  | 1位         |
| 1983年  | ロスマンズ・ポルシェ・システム               | デレック・ベル                          | ポルシェ・956              | C      | 370  | 2位  | 2位         |
| 1985年  | ロスマンズ・ポルシェ                         | ヨッヘン・マス                          | ポルシェ・962C             | C1     | 348  | 10位 | 10位        |
| Source: |                                              |                                         |                            |        |      |      |             |